# Aleksy Deruga
Aleksy Deruga (ur. 29 września 1908 w Łowiczu, zm. 9 lutego 1981) – polski historyk dziejów nowożytnych i dyplomacji, badacz dziejów Cerkwi Prawosławnej w Rzeczypospolitej.

## Życiorys
W latach 1915–1918 przebywał w Rosji. W okresie 1930–1934 studiował historię na USB, uczeń Stanisława Kościałkowskiego. Od 1934 zatrudniony w Instytucie Naukowo-Badawczym Europy Wschodniej w Wilnie. Doktorat w 1939 pod kierunkiem Stanisława Kościałkowskiego. Od 1939 zatrudniony w Bibliotece Uniwersyteckiej w Wilnie. Od 1940 roku do sierpnia 1941 nauczyciel, następnie kierownik gimnazjum, słuchacz Niedzielnego Uniwersytetu Marksizmu-Leninizmu oraz seminarium marksistowskiego prowadzonego przez Stefana Jędrychowskiego. W czasie okupacji niemieckiej pracował jako urzędnik. Po zajęciu Wilna przez Armię Czerwoną współzałożyciel Związku Patriotów Polskich w Wilnie. Od października 1945 w Polsce. Do 1946 roku był zatrudniony w Wojewódzkim Urzędzie Informacji i Propagandy w Bydgoszczy. Od 1946 dyrektor PAP, jednocześnie wykładowca Akademii Nauk Politycznych. Od lutego 1946 członek PPR/PZPR. Od 1951 wykładał w Szkole Głównej Służby Zagranicznej

## Wybrane publikacje
- Piotr Wielki a bazylianie potoccy, Wilno 1934.
- Biskup Józef Szumlański (1667-1708), Lwów 1935 („Collecta Theologica” 16 (1935), fasc. 3).
- Katolicyzm w Moskwie (1684-1704), Kraków 1935 („Przegląd Powszechny” 52 (1935), nr 11/12, s. 161-374).
- Regesta listów metropolity unickiego Leona Kiszki do ks. Karola Stanisława Radziwiłła, kanclerza W. lit. i jego żony (1705-1728), 1935.
- Jeszcze jeden rękopis bazylianina Jana Olszewskiego (†1723), Wilno 1936.
- Piotr Wielki a unici i unja Kościelna 1700-1711, Wilno: Instytut Naukowo-Badawczy Europy Wschodniej 1936.
- Walka z rusyfikacją kościoła prawosławnego w Polsce w epoce Sejmu Wielkiego (1788-1792): (z powodu książki E. Sakowicza), Wilno 1936.
- Przyczynki do dziejów prawosławia w Dzisnie w latach 1789-1791, Wilno 1937.
- W sprawie bibljografji kościoła prawosławnego w Polsce (odpowiedź p. prof. K. Chodynickiemu), Wilno: nakładem autora 1937.
- Kościół prawosławny a sprawa „buntu” w 1789 r. we wschodnich województwach Rzplitej, Wilno 1938.
- Aktualność Żeromskiego, Warszawa: Państwowy Instytut Wydawniczy 1946.
- Historia dyplomatyczna Wielkiej Brytanii w latach 1898-1939. Cz. 1: Od splendid isolation do wybuchu pierwszej wojny światowej, Warszawa: Akademia Nauk Politycznych Zakład Wydawnictw 1950.
- Historia imperializmu niemieckiego: skrypt wykładów na Wydz. Dyplomatyczno-Konsularnym w roku akad. 1949/1950. Cz. 1: Imperializm niemiecki w okresie przejścia od „swobodnego” kapitalizmu domonopolistycznego [!] do imperializmu i wczesna doba walk o ponowny podział świata, Warszawa: Akademia Nauk Politycznych Zakład Wydawnictw 1950.
- Historia stosunków międzynarodowych od Komuny Paryskiej do Rewolucji Październikowej. Cz. 1: 1871-1898, Warszawa: Państwowe Wydawnictwo Naukowe 1955.
- Historia stosunków międzynarodowych od Komuny Paryskiej do Rewolucji Październikowej. Cz. 2: 1898-1917, Warszawa: Państwowe Wydawnictwo Naukowe 1955.
- Zarys dziejów Francji 1871-1914, Warszawa: Państwowe Wydawnictwo Naukowe 1957.
- Pierwsza wojna światowa 1914-1918, oprac. Aleksy Deruga, Janina Derużyna, Warszawa: Państwowe Zakłady Wydawnictw Szkolnych 1960. Teksty Źródłowe do Nauki Historii w Szkole, nr 47.
- Sprawy międzynarodowe 1870-1914, oprac. Aleksy Deruga, Janina Derużyna, Warszawa: Państwowe Zakłady Wydawnictw Szkolnych 1960. Teksty Źródłowe do Nauki Historii w Szkole, nr 40.
- Dokumenty i materiały do historii stosunków polsko-radzieckich, t. 4: Kwiecień 1921 – maj 1926, red. Natalia Gąsiorowska-Grabowska, I. A. Chrienow, t. 4 oprac. Aleksy Deruga, Warszawa: „Książka i Wiedza” 1965.
- Polityka wschodnia Polski wobec ziem Litwy, Białorusi i Ukrainy, 1918-1919, Warszawa: Książka i Wiedza 1969.